# Aaltra
Pour plus de détails, voir Fiche technique et Distribution.
Aaltra est un film franco-belge de Benoît Delépine et Gustave Kervern sorti en 2004.

## Synopsis
Un agriculteur et un cadre, qui sont voisins, se haïssent profondément. Un jour, leur haine mutuelle les pousse à se battre. Une benne agricole leur tombe alors dessus accidentellement. Le diagnostic est là : ils ne retrouveront plus l'usage de leurs jambes. Ils décident finalement de partir ensemble pour la Finlande, pays d'origine de l'entreprise Aaltra qui a fabriqué la benne agricole, afin de réclamer des dommages et intérêts, ceci malgré la haine qui les oppose. Un long périple en chaise roulante commence alors.

## Fiche technique
Sauf indication contraire, les informations mentionnées dans cette section peuvent être confirmées par les bases de données cinématographiques IMDb et Allociné,  présentes dans la section « Liens externes ».
- Titre : Aaltra
- Réalisation : Benoît Delépine et Gustave de Kervern
- Scénario : Benoît Delépine et Gustave de Kervern
- Musique : Les Wampas
- Photographie : Hugues Poulain
- Montage : Anne-Laure Guégan
- Production : Vincent Tavier et Guillaume Malandrin
- Sociétés de production : La Parti Production, Moviestream, OF2B productions
- Pays de production :  Belgique /  France
- Langues originales : français, anglais, néerlandais et finnois
- Format : noir et blanc - 1,85:1 - Dolby SR - majoritairement filmé en 16 mm mais aussi en 35 mm
- Durée : 90 minutes
- Dates de sortie :
  - Pays-Bas : 29 janvier 2004 (première mondiale au Festival de Rotterdam), 9 septembre 2004 (sortie nationale)
  - Belgique : 23 juin 2004
  - France : 1er septembre 2004 (L'Étrange Festival), 13 octobre 2004 (sortie nationale)

## Distribution
Sauf indication contraire, les informations mentionnées dans cette section peuvent être confirmées par les bases de données cinématographiques IMDb et Allociné,  présentes dans la section « Liens externes ».
- Benoît Delépine : l'employé
- Gustave de Kervern : l'ouvrier agricole (crédité sous le nom de Gustave K/Vern)
- Bouli Lanners : le chanteur finlandais
- Aki Kaurismäki : le patron d'Aaltra
- Michel de Gavre : le paysan
- Gérard Condejean : le Chinois
- Isabelle Delépine : l'épouse
- Pierre Ghenassia : le patron
- Fred Martin : le collègue
- Jan Bucquoy : l'amant
- Pierre Carles : le médecin
- Céline Normand : infirmière
- Martine Peigné : infirmière
- Carine Liénard : infirmière
- Nathalie Carpentier : infirmière
- Dada Avrel : le kiné
- Jean-Michel Carlier : l'ambulancier bavard
- Laurent Galvez : l'ambulancier muet
- Vincent Belorgey : l'agent SNCF
- Christine Grulois : la guichetière
- Geneviève Rotinckx : la serveuse
- Abdelaziz Bachaou : l'éplucheur de patates
- Cécile Stanquet : la femme qui aide
- Noël Godin : le clochard volubile
- Vincent Patar : le guichetier têtu
- Joseph Dahan : le motard
- Hughes Tavier : le passant agressé
- Laurence Vermpiren : la passante
- Peter Vanmutten : le deuxième passant agressé
- Robert Dehoux : l'amnésique
- Benoît Poelvoorde : l'amateur de moto-cross
- Robin Woerts : le fils du fan
- Gaspard Tavier : l'enfant aux frites
- Joël Robert : lui-même
- Benedikt Van der Vorst : le père flamand
- Christine Van der Vorst : la mère flamande
- Charlotte Van der Vorst : la fille flamande
- Alexandra Van der Vorst : la deuxième fille flamande
- Félix Delépine : enfant (voix)
- Denis Marquet : enfant (voix)
- Christophe Salengro : le samaritain
- Jean-Marie Villain : le premier ouvrier
- Michel Levrey : le deuxième ouvrier
- Harra Geerts : le camionneur fantôme
- Paul Tavier : le vieux sur la péniche
- Sabine Tavier : la vieille sur la péniche
- Stefan Everts : lui-même
- Jason Flemyng : l'Anglais à la moto
- Stanislas Zoba : le mécanicien Husqvarna
- Isabelle Girard : la fille à l'aspirateur
- Walter Brandenburg : le père allemand
- Martina Brandenburg : la mère allemande
- Mariana Brandenburg : la fille allemande
- Arthur Brandenburg : le fils allemand
- Vincent Tavier : Saint-Christophe
- Jackson Elizondo : un endormi
- Guillaume Le Bras : un endormi
- Laurent Cercleux : un endormi
- Hugues Poulain : un endormi
- Émilie Furelid : la fille sur le pont
- Thérèse Kobankaya : la morte mystérieuse
- Irmeli Debarle : la Finlandaise bavarde

## Distinctions
Sauf indication contraire, les informations mentionnées dans cette section peuvent être confirmées par la base de données cinématographiques IMDb,  présente dans la section « Liens externes ».

### Récompenses
- Festival du film de Londres 2004 : Prix FIPRESCI
- Festival international du film de Transylvanie 2004 : Prix du public de la compétition officielle
- Festival international du film fantastique de Puchon 2004 : meilleur acteur pour Benoît Delépine et Gustave Kervern
- Prix Joseph Plateau 2005 : meilleur acteur pour Benoît Poelvoorde (également pour sa performance dans Podium)

### Nominations et sélections
- Festival international du film de Rotterdam 2004 : en compétition pour le Tiger Award
- Festival international du film de Copenhague 2004 : en compétition pour le Cygne d'or
- Festival du film Nuits noires de Tallinn 2004 : en compétition pour le Grand Prix
- Festival international du film de Chicago 2004 : en compétition pour le Gold Hugo dans la sélection des nouveaux réalisateurs
- Prix Joseph Plateau 2005 : meilleur film belge